# 比利·吉爾伯特 (棒球二壘手)
威廉·奧利佛·吉爾伯特（英語：William Oliver Gilbert，1876年6月21日—1927年8月8日）曾是美國職業棒球二壘手，活躍於1890年代至1912年。1901年至1909年間，吉爾伯特先後效力過大聯盟的密爾瓦基釀酒人隊、巴爾的摩金鶯隊、紐約巨人隊及聖路易紅雀隊。
吉爾伯特身高僅5英尺4英寸（1.63），是名弱打者，但卻是守備極佳的二壘手。在1905年，他打出3成13的打擊率，助巨人隊取得冠軍頭銜。

## 外部連結
- 球員資訊和成績在MLB ，Retrosheet ，Baseball Reference ，Baseball Reference (Minors) ，Fangraphs ，The Baseball Cube （英文）
- 在Find a Grave上的比利·吉爾伯特 (棒球二壘手)